# EF Education-EasyPost/2024
Deze pagina geeft een overzicht van de UCI World Tour wielerploeg EF Education-EasyPost in 2024.

## Algemeen
Algemeen manager: Jonathan Vaughters
Teammanager: Charles Wegelius
Ploegleiders: Jonathan Breekveldt, Matti Breschel, Andreas Klier, Sebastian Langeveld, Juan Manuel Gárate, Tom Southam, Tejay van Garderen, Ken Vanmarcke
Fietsen: Cannondale

## Renners
| Naam                         | Geboortedatum | Nationaliteit       | Ploeg 2023                          |
| ---------------------------- | ------------- | ------------------- | ----------------------------------- |
| Andrey Amador                | 29-08-1986    | Costa Rica          |                                     |
| Markel Beloki                | 27-07-2005    | Spanje              | MMR Cycling Academy                 |
| Alberto Bettiol **           | 29-10-1993    | Italië              |                                     |
| Stefan Bissegger             | 13-09-1998    | Zwitserland         |                                     |
| Richard Carapaz              | 29-05-1993    | Ecuador             |                                     |
| Simon Carr                   | 29-08-1998    | Verenigd Koninkrijk |                                     |
| Hugh Carthy                  | 09-07-1994    | Verenigd Koninkrijk |                                     |
| Jefferson Alexander Cepeda   | 16-06-1998    | Ecuador             |                                     |
| Esteban Chaves               | 17-01-1990    | Colombia            |                                     |
| Rui Costa                    | 05-10-1986    | Portugal            | Intermarché-Circus-Wanty            |
| Stefan de Bod                | 17-11-1996    | Zuid-Afrika         |                                     |
| Owain Doull                  | 02-05-1993    | Verenigd Koninkrijk |                                     |
| Ben Healy                    | 11-09-2000    | Ierland             |                                     |
| Mikkel Frølich Honoré        | 21-01-1997    | Denemarken          |                                     |
| Lukas Nerurkar               | 14-11-2003    | Verenigd Koninkrijk | Trinity Racing                      |
| Andrea Piccolo*              | 23-03-2001    | Italië              |                                     |
| Neilson Powless              | 03-09-1996    | Verenigde Staten    |                                     |
| Sean Quinn                   | 10-05-2000    | Verenigde Staten    |                                     |
| Darren Rafferty              | 01-07-2003    | Ierland             | Hagens Berman Axeon                 |
| Jack Rootkin-Gray            | 05-11-2002    | Verenigd Koninkrijk | Saint Piran                         |
| Jonas Rutsch                 | 24-01-1998    | Duitsland           |                                     |
| Archie Ryan                  | 16-11-2001    | Ierland             | Jumbo-Visma Development Team        |
| James Shaw                   | 13-05-1996    | Verenigd Koninkrijk |                                     |
| Georg Steinhauser            | 21-10-2001    | Duitsland           |                                     |
| Harry Sweeny                 | 09-07-1998    | Australië           | Lotto-Dstny                         |
| Yuhi Todome                  | 18-06-2002    | Japan               | EF Education-NIPPO Development Team |
| Rigoberto Urán               | 26-01-1987    | Colombia            |                                     |
| Michael Valgren              | 07-02-1992    | Denemarken          | EF Education-NIPPO Development Team |
| Marijn van den Berg          | 19-07-1999    | Nederland           |                                     |
| Jardi Christiaan van der Lee | 06-08-2001    | Nederland           | Willebrord Wil Vooruit              |

* tot 21/6
** tot 14/8 

### Stagiairs
Per 1 augustus 2024
| Naam           | Geboortedatum | Nationaliteit    | Vorige ploeg |
| -------------- | ------------- | ---------------- | ------------ |
| Gavin Hlady    | 01-02-2003    | Verenigde Staten | Aevolo       |
| Edvin Lovidius | 02-03-2003    | Zweden           | CC Étupes    |

### Vertrokken
| Naam                 | Geboortedatum | Nationaliteit | Ploeg 2024                 |
| -------------------- | ------------- | ------------- | -------------------------- |
| Jonathan Caicedo     | 28-04-1993    | Ecuador       | Petrolike                  |
| Diego Andres Camargo | 03-05-1998    | Colombia      | Petrolike                  |
| Magnus Cort          | 16-01-1993    | Denemarken    | Uno-X Pro Cycling Team     |
| Odd Christian Eiking | 28-12-1994    | Noorwegen     | Uno-X Mobility             |
| Jens Keukeleire      | 23-11-1988    | België        | Gestopt                    |
| Merhawi Kudus        | 23-01-1994    | Eritrea       | Terengganu Cycling Team    |
| Mark Padoen          | 06-07-1996    | Oekraïne      | Team Corratec-Selle Italia |
| Tom Scully           | 14-01-1990    | Nieuw-Zeeland | ?                          |
| Julius van den Berg  | 23-10-1996    | Nederland     | Team DSM-Firmenich PostNL  |
| Łukasz Wiśniowski    | 07-12-1991    | Polen         | Bahrain-Victorious         |

## Overwinningen
| Nationale kampioenschappen wielrennen Amerika - wegrit: Sean Quinn Ecuador - tijdrit: Richard Carapaz Portual - wegrit: Rui Costa Ierland - wegrit: Darren Rafferty Italië - wegrit: Alberto Bettiol Trofeo Calvià Simon Carr Tour Colombia 4e etappe: Richard Carapaz Puntenklassement: Richard Carapaz Bergklassement: Richard Carapaz Ploegenklassement: *1) Milaan-Turijn Alberto Bettiol Ronde van Catalonië 4e etappe: Marijn van den Berg Internationale Wielerweek 4e etappe: Archie Ryan | Région Pays de la Loire Tour 1e etappe: Marijn van den Berg 4e etappe: Marijn van den Berg Eindklassement: Marijn van den Berg Puntenklassement: Marijn van den Berg Ploegenklassement: *2) Ronde van de Alpen 4e etappe: Simon Carr Bergklassement: Simon Carr Ronde van Romandië 4e etappe: Richard Carapaz Ronde van Italië 17e etappe: Georg Steinhauser Boucles de la Mayenne 2e etappe: Alberto Bettiol Eindklassement: Alberto Bettiol | Ronde van Slovenië 5e etappe: Ben Healy Ronde van de Ain 2e etappe: Jefferson Alexander Cepeda Eindklassement Jefferson Alexander Cepeda Ploegenklassement: *3) Ronde van Frankrijk 17e etappe: Richard Carapaz Bergklassement: Richard Carapaz Gran Piemonte Neilson Powless Ronde van Kyushu Jongerenklassement: Lukas Nerurkar Japan Cup Neilson Powless |

*1) Ploeg Tour Colombia: Carapaz, Cepeda, Chaves, Piccolo, Urán
*2) Ploeg Région Pays de la Loire Tour: Healy, Nerurkar, Rafferty, Todome, van den Berg, van der Lee
*3) Ploeg Ronde van de Ain: Carr, Carthy, Cepeda, Rootkin-Gray, Ryan, van der Lee
Mannen: 2005 · 2006 · 2007 · 2008 · 2009 · 2010 · 2011 · 2012 · 2013 · 2014 · 2015 · 2016 · 2017 · 2018 · 2019 · 2020 · 2021 · 2022 · 2023 · 2024 · 2025
Vrouwen: 2024 · 2025
Alpecin-Deceuninck · Arkéa-B&B Hotels · Astana Qazaqstan · Bahrain Victorious · BORA-hansgrohe · Cofidis · Decathlon AG2R La Mondiale · EF Education-EasyPost · Groupama-FDJ · INEOS Grenadiers · Intermarché-Wanty · Lidl-Trek · Movistar Team · Soudal Quick-Step · dsm-firmenich PostNL · Jayco AlUla · UAE Team Emirates · Visma-Lease a Bike